# Pánfilo de Alejandría
Pánfilo (en latín: Pamphilus, en griego antiguo: Πάμφιλος ὁ Ἀλεξανδρεύς) fue un gramático griego del siglo I, perteneciente a la escuela de Aristarco de Samotracia.
Fue el autor de un diccionario exhaustivo, en 95 tomos, sobre palabras extranjeras o extrañas, cuya idea original se atribuye a otro gramático, Zopirio, el recopilador de los primeros cuatro tomos de la obra. El trabajo no ha llegado a nuestros días, pero un epítome realizado por Diogeniano (siglo II) fue la base del diccionario de Hesiquio.
Pánfilo fue, también, una de las principales autoridades utilizadas por Ateneo en su Banquete de los eruditos. La Suda atribuye a otro Pánfilo, simplemente descrito como un "filósofo", un número de trabajos, algunos de los cuales fueron realizados, probablemente, por el propio Pánfilo el gramático.